# Montfaucon-sur-Moine
Pour les articles homonymes, voir Montigné (homonymie).
Montfaucon-sur-Moine est une ancienne commune française, du département de Maine-et-Loire, réunie en 2000 à Montigné-sur-Moine pour former la commune de Montfaucon-Montigné.

## Géographie
Montfaucon-sur-Moine s'étend sur 0,29 km2.

## Toponymie
Formes anciennes du nom de Montfaucon : Chiminus Monfalconensis en 1048, Fevum de Montefalcun en 1114, Mont Falcon en 1134, Mons Falconi en 1150, Ecclesia Sti Jacobi de Monte Falconis en 1179, Montfaulcon XVe-XVIIIe siècles, Montfaucon-sur-Moine en 1876, Montfaucon en 1793 et 1801,.

## Histoire
Au début du Moyen Âge Montfaucon est une châtellenie adjointe à Champtoceaux, puis plus tard dépend de Clisson.
L'intégration des Mauges à l'Anjou au XIe siècle est complétée par l'édification de plusieurs forteresses par le comte Foulque Nerra, dont celle de Montfaucon en 1026(ville close).
Le connétable Olivier V de Clisson (1336-1407) l'acquiert en 1381 sur le duc d'Anjou, ; parmi ses immenses domaines, Clisson posséda également Châteauceaux, par don du nouveau duc Louis en 1390. Ces deux seigneuries passèrent, avec Clisson, à la fille cadette du connétable, Marguerite de Clisson (1366-1441), femme en 1387 de Jean Ier de Châtillon-Blois-Bretagne (1345-1404 ; fils de Jeanne de Penthièvre, duchesse de Bretagne, et de Charles de Blois).
Ainsi, leurs descendants de la 2e Maison d'Avaugour sont seigneurs de Montfaucon et de Clisson (mais pas de Champtoceaux, qui connut un autre destin féodal à partir des années 1420/1430 ; ils descendaient aussi, en lignée mâle, des ducs de Bretagne de la Maison de Montfort : cf. François d'Avaugour).
Sous l'Ancien Régime, Montfaucon faisait partie des Marches d'Anjou et de Bretagne dans l'évêché de Nantes, tandis que Montigné est dite "pure" Anjou dans le diocèse de La Rochelle.
Au XVIIe siècle, les comtes de Goëlo et de Vertus de la seconde Maison d'Avaugour, sont toujours en possession de Montfaucon et de Clisson : Charles d'Avaugour (1598-1608), Claude Ier d'Avaugour (1608-1637), Louis d'Avaugour (1637-1669), Claude II d'Avaugour (1669-1699).
Sous l'Ancien Régime, aux XVIIe et XVIIIe siècles, la seigneurie appartient à la famille Joubert de La Jarrie ; enfin, Agathe-Marie Joubert de La Jarrie épouse en 1760 François Lyrot de La Patouillière (1732-1793).
En 1790, après la réorganisation administrative qui suit la Révolution, Montfaucon est chef-lieu du canton de Montfaucon, Montigné et Saint-Germain.
Comme dans le reste de la région, à la fin du XVIIIe siècle se déroule la guerre de Vendée, qui marque de son empreinte le pays tout entier. Plus au sud, le 19 septembre 1793 la bataille de Torfou voit la victoire des troupes vendéennes contre celles de Kléber. En février 1794 Montfaucon est saccagée par la colonne du général Étienne Cordellier, et en avril, c'est la colonne du général de Joseph Crouzat qui incendie Montfaucon. La troisième guerre de Vendée (1799-1800) se terminera par un accord signé sur la commune, la paix de Montfaucon,.
Montfaucon est intégrée au district de Cholet, puis en 1800 à l'arrondissement de Beaupreau qui devient en 1857 l'arrondissement de Cholet

## Démographie
| 1793 | 1800 | 1806  | 1821  | 1831  | 1836  | 1841  | 1846  | 1851  |
| ---- | ---- | ----- | ----- | ----- | ----- | ----- | ----- | ----- |
| -    | 917  | 1 232 | 1 019 | 1 010 | 1 058 | 1 057 | 1 115 | 1 135 |

| 1856  | 1861  | 1866  | 1872  | 1876  | 1881  | 1886  | 1891  | 1896  |
| ----- | ----- | ----- | ----- | ----- | ----- | ----- | ----- | ----- |
| 1 182 | 1 194 | 1 187 | 1 164 | 1 127 | 1 133 | 1 134 | 1 100 | 1 045 |

| 1901 | 1906 | 1911 | 1921 | 1926 | 1931 | 1936 | 1946  | 1954  |
| ---- | ---- | ---- | ---- | ---- | ---- | ---- | ----- | ----- |
| 995  | 959  | 957  | 886  | 941  | 957  | 997  | 1 020 | 1 056 |

| 1962  | 1968  | 1975  | 1982  | 1990  | 1999  | - | - | - |
| ----- | ----- | ----- | ----- | ----- | ----- | - | - | - |
| 1 202 | 1 272 | 1 197 | 1 225 | 1 262 | 1 204 | - | - | - |